# Vanina Oneto
Vanina Oneto (San Fernando, 15 de junio de 1973) es una exjugadora argentina de hockey sobre césped que se desempeñó como delantera.
Fue una de las jugadoras emblemáticas de Las Leonas (selección femenina argentina) de la década del 2000, cuando alcanzó el primer nivel mundial, promoviendo así la popularización del hockey sobre césped femenino en Argentina.
Obtuvo tres medallas de oro en los Juegos Panamericanos y dos medallas en los Juegos Olímpicos, una de plata (2000) y una de bronce (2004). En 2001 ganó el Champions Trophy y en 2002 se consagró campeona en el Campeonato Mundial de Perth. Es la máxima goleadora internacional de la selección argentina de hockey sobre césped femenino, con un promedio de gol superior a 0,70 por encuentro, en 204 partidos.
Proveniente del Club San Fernando, jugó también en Den Bosch, de Holanda (1998-1999).

## Biografía
Comenzó a jugar en el Club San Fernando y a los 15 años asumió la titularidad del equipo de primera división que terminaría saliendo campeón. En 1991, con 18 años, integró la selección argentina que ganó la medalla de oro en los Juegos Panamericanos de La Habana. En 1993, fue Campeona del Mundo juvenil.
En 1994, fue subcampeona en el Campeonato Mundial de Dublín, donde Argentina fue la sorpresa del torneo. En 1995, ganó su segunda medalla de oro en los Juegos Panamericanos de Mar del Plata.
En 1996, integró el equipo de Las Leonas que participó en los Juegos Olímpicos de Atlanta donde el equipo finalizó 7º obteniendo diploma olímpico. En 1999, ganó la tercera medalla de oro en los Juegos Panamericanos de Winnipeg.
En 2000, volvió a integrar la delegación olímpica en los Juegos Olímpicos de Sídney donde obtuvo la medalla de plata. Ese mismo año, recibió junto a Las Leonas, el Premio Olimpia de Oro como las mejores deportistas argentinas del año y el Premio Konex -Diploma al Mérito- como una de las 5 mejores jugadoras de la década en Argentina.
En 2001, ganó el Champions Trophy disputado en Amstelveen, Holanda y en 2002 obtuvo el título en el Campeonato Mundial de Perth, máximo logro de Las Leonas y el segundo puesto en el Champions Trophy. Ese mismo año, también ganó la Copa Panamericana en Kingston, Jamaica. En 2004, obtuvo la medalla de bronce en los Juegos Olímpicos de Atenas y el tercer lugar en el Champions Trophy.